# Salobre
Salobre là một đô thị ở tỉnh Albacete nằm ở cộng đồng tự trị Castile-La Mancha của Tây Ban Nha. Đô thị Salobre có diện tích là 49,53 ki-lô-mét vuông, dân số năm 2009 là 607 người với mật độ 12,06 người/km². Đô thị Salobre có cự ly 96 km so với tỉnh lỵ Albacete.